# Antoine Brumel
Antoine Brumel (Brunelles, 1460 – 1513) è stato un compositore francese.
È un importante compositore del periodo di Josquin Desprez. Sappiamo poco dei suoi primi anni. Nacque probabilmente a ovest di Chartres, attorno al 1460, forse nella città di Brunelles. Fu cantore a Notre-Dame de Chartres, poi lavorò a Ginevra (fino al 1492), Laon (attorno al 1497) e Parigi (fino al 1500). Dal 1506 fu a Ferrara come maestro di cappella per Alfonso I d'Este, una posizione ricoperta in precedenza, con Ercole I, da Jacob Obrecht e Josquin Desprez. La cappella fu chiusa nel 1510; negli anni successivi, diversi documenti pongono Brumel in relazione con chiese di Faenza e di Mantova; a Mantova forse morì attorno al 1513. È possibile, comunque, che sia vissuto più a lungo. Glareano, nel suo importante trattato Dodekachordon del 1547, afferma che raggiunse un'età molto avanzata. Sappiamo che dopo l'esperienza ferrarese scrisse almeno un lavoro, la Missa de Beata Virgine.
Le messe di Brumel sono a quattro voci, con un'importante eccezione, la Missa "Et ecce terrae motus" a dodici voci. Si tratta dell'unica messa del periodo con un organico così ampio. Le messe, all'epoca, erano a quattro voci, talvolta a cinque o sei. Nel corso del XVI secolo si sviluppa la scrittura polifonica a sei e otto voci; le otto voci in una messa furono raramente superate: polifonisti importanti come Palestrina e Orlando di Lasso, che pure conosceva questo lavoro di Brumel, non scrissero messe a più di 8 voci (per quanto riguarda i mottetti, nella seconda metà del secolo si segnala un esempio eccezionale, lo Spem Alium di Thomas Tallis a 40 voci). Nella Missa "Et ecce terrae motus" Brumel è tra i primi a esplorare una strada nuova, dando importanza, anche per il numero elevato delle voci, all'aspetto verticale dell'organizzazione dei suoni, ovvero agli accordi formati dalle note nelle varie voci. All'epoca di Brumel si dava importanza in primo luogo all'aspetto orizzontale (lo sviluppo, in orizzontale, delle melodie nelle singole voci). L'attenzione all'aspetto verticale crescerà progressivamente nei decenni successivi, poi nel secolo successivo, per arrivare col Settecento all'armonia tonale. Nel XVI secolo la messa più nota di Brumel era la Missa de Beata Virgine, una messa parafrasi che utilizza più melodie gregoriane. Secondo Glareano, questa messa nacque in competizione con Josquin Desprez, la cui Missa de Beata Virgine è effettivamente simile nello stile. Anche Heinrich Isaac scrisse Missae de Beata Virgine. Tali messe hanno una peculiarità interessante: il testo liturgico presenta delle aggiunte, legate al tropo "Spiritus et alme", all'interno del Gloria. I tropi si possono trovare anche in altre messe polifoniche, come, in precedenza, nelle versioni dell'Ordinario della messa intonate in gregoriano. Il loro uso non fu più consentito dopo il Concilio di Trento (1545-1563).
Brumel scrisse anche vari mottetti, chansons e alcuni brani strumentali. In campo non sacro, come Josquin Desprez ha utilizzato anche lo stile, tendenzialmente omoritmico, della frottola italiana (osserviamo che Bartolomeo Tromboncino si trovava a Ferrara nello stesso periodo di Brumel). La sua Missa pro defunctis a quattro voci, un lavoro della maturità, si differenzia dal precedente Requiem di Johannes Ockeghem e da quello del contemporaneo Pierre de La Rue perché include il Dies irae.